# Hardlockey
Hardlockeyは、JMCが提供する、情報セキュリティ用センターサーバー制御システムである。USBキーの抜き差しでファイルの暗号暗号化、パソコンのロックなどの動作をする学校情報セキュリティ用サーバー接続システムである。
個々のパソコンを対象にファイル完全削除、ファイル暗号化、ロック / サインアウトなどの機能でセキュリティを強化。グループ暗号化機能により、暗号化したファイルの共同利用ができる。

## 種類
- Hardlockeyスマート
- Hardlockeyスクエア2
- Hardlockeyポータブル
- Hardlockeyスクール
- Hardlockey職員室
- Hardlockeyパーソナル

## 製品構成
- Hardlockeyパーソナルソフトウェア
- Hardlockey専用USBキー

## サインイン
Windowsにサインインするときは、Hardlockey専用USBキーと暗証番号（PIN）を使うことで、セキュリティを強化することができる。万が一、暗証番号を知られてしまっても、サインインするときにはHardlockey専用USBキーを同時に挿す必要があるので、専用USBキーをしっかり管理していればセキュリティは保たれる。暗証番号は、最低限の長さや有効期限、初期値の強制変更、再利用禁止など、詳細なパスワードポリシーの設定ができる。